# Zmiany granic miast w Polsce w 2014
Zmiany granic miast w 2014 roku – zmiany granic administracyjnych miast w Polsce, które nastąpiły 1 stycznia 2014 r. na podstawie rozporządzenia Rady Ministrów z 30 lipca 2013 r.
| Miasto (województwo)                         | Powierzchnia przed zmianą | Powierzchnia po zmianie | Włączany/wyłączany obszar              | Włączona/wyłączona powierzchnia |
| -------------------------------------------- | ------------------------- | ----------------------- | -------------------------------------- | ------------------------------- |
| Bartoszyce (województwo warmińsko-mazurskie) | 11,01 km²                 | 11,80 km²               | część Jarkowa i Łojdów                 | 0,79 km²                        |
| Bolków (województwo dolnośląskie)            | 7,68 km²                  | 7,68 km²                | część Wierzchosławic                   | 0,003 km²                       |
| Chojna (województwo zachodniopomorskie)      | 12,12 km²                 | 12,58 km²               | część Wilkoszyc                        | 0,46 km²                        |
| Czarna Woda (województwo pomorskie)          | 27,75 km²                 | 9,94 km²                | Huta Kalna i Lubiki                    | 17,81 km²                       |
| Grajewo (województwo podlaskie)              | 18,93 km²                 | 18,95 km²               | część Koszarówki                       | 0,02 km²                        |
| Kleczew (województwo wielkopolskie)          | 6,70 km²                  | 7,80 km²                | część Cegielni, Genowefy i Sławoszewka | 1,10 km²                        |
| Mikołajki (województwo warmińsko-mazurskie)  | 8,85 km²                  | 9,32 km²                | część Tałt                             | 0,47 km²                        |
| Mirosławiec (województwo zachodniopomorskie) | 2,13 km²                  | 2,17 km²                | część Mirosławca Górnego               | 0,04 km²                        |
| Myszyniec (województwo podlaskie)            | 10,74 km²                 | 11,22 km²               | część Myszyńca Starego                 | 0,48 km²                        |
| Ożarów Mazowiecki (województwo mazowieckie)  | 5,75 km²                  | 8,17 km²                | Ożarów-Wieś                            | 2,42 km²                        |
| Pułtusk (województwo mazowieckie)            | 22,99 km²                 | 23,07 km²               | część Grabówiec                        | 0,08 km²                        |
| Rybnik (województwo śląskie)                 | 148,36 km²                | 148,36 km²              | część osiedla Gotartowice              | 0,002 km²                       |
| Sława (województwo lubuskie)                 | 14,31 km²                 | 14,90 km²               | część Lubogoszczy i Przybyszowa        | 0,59 km²                        |
| Tychy (województwo śląskie)                  | 81,81 km²                 | 81,81 km²               | [ 2 ]                                  | 0,00 km²                        |
| Wschowa (województwo lubuskie)               | 8,39 km²                  | 9,25 km²                | część Przyczyny Górnej i Osowej Sieni  | 0,86 km²                        |
| Żory (województwo śląskie)                   | 64,64 km²                 | 64,64 km²               | część Rybnika-Gotartowic               | 0,002 km²                       |